# (8221) La Condamine
(8221) La Condamine  es un asteroide perteneciente al cinturón de asteroides, descubierto el 14 de julio de 1996 por Eric Walter Elst desde el Observatorio La Silla, en Chile.

## Designación y nombre
La Condamine se designó inicialmente como 1996 NA4.
Más adelante fue nombrado en honor al naturalista, matemático y geógrafo francés Charles Marie de La Condamine (1701-1774).

## Características orbitales
La Condamine orbita a una distancia media del Sol de 2,8945 ua, pudiendo acercarse hasta 2,6835 ua y alejarse hasta 3,1056 ua. Tiene una excentricidad de 0,0729 y una inclinación orbital de 1,7487° grados. Emplea en completar una órbita alrededor del Sol 1798 días.

## Características físicas
Su magnitud absoluta es 13,4. Tiene 6,105 km de diámetro. Su albedo se estima en 0,227.